# Orchids of Venezuela: An Illustrated Field Guide
Orchids of Venezuela: An Illustrated Field Guide (abreviado Orchids Venezuela) es un libro con ilustraciones y descripciones botánicas que fue escrito conjuntamente por G.A.Romero & Carnevali y publicado en Cambridge (Massachusetts) en 3 volúmenes en el año 1979.